# Montpellier Hérault Sport Club 2022-2023 (femminile)
Questa voce raccoglie le informazioni riguardanti la squadra femminile del Montpellier Hérault Sport Club nelle competizioni ufficiali della stagione 2022-2023.

## Divise e sponsor
La grafica riproponeva l'abbinamento cromatico adottato dal Montpellier maschile. Main sponsor era Partouche, lo sponsor tecnico, fornitore delle tenute da gioco, era Nike.
| Casa | Trasferta |

## Organigramma societario
Area tecnica
- Allenatore: Frédéric Mendy
- Vice allenatore:
- Preparatore dei portieri:
- Preparatore atletico:
- Medico sociale:
- Fisioterapista:
- Coordinatore:

## Rosa
Rosa, ruoli e numeri di maglia come da sito ufficiale, aggiornati al 18 marzo 2023.
| N. |                      | Ruolo | Calciatrice          |
| -- | -------------------- | ----- | -------------------- |
| 1  | Germania (bandiera)  | P     | Lisa Schmitz         |
| 2  | Danimarca (bandiera) | D     | Luna Nørgaard Gevitz |
| 3  | Francia (bandiera)   | D     | Inès Belloumou       |
| 4  | Francia (bandiera)   | D     | Marion Torrent       |
| 6  | Francia (bandiera)   | C     | Charlotte Bilbault   |
| 7  | Francia (bandiera)   | C     | Léa Khelifi          |
| 10 | Francia (bandiera)   | A     | Esther Mbakem-Niaro  |
| 11 | Haiti (bandiera)     | A     | Nérilia Mondésir     |
| 12 | Francia (bandiera)   | D     | Maëlys Mpome         |

| N. |                        | Ruolo | Calciatrice          |
| -- | ---------------------- | ----- | -------------------- |
| 13 | Stati Uniti (bandiera) | C     | Celeste Boureille    |
| 14 | Germania (bandiera)    | D     | Johanna Elsig        |
| 15 | Francia (bandiera)     | C     | Cyrielle Blanc       |
| 18 | Slovacchia (bandiera)  | C     | Dominika Škorvánková |
| 20 | Francia (bandiera)     | D     | Maëlle Lakrar        |
| 22 | Germania (bandiera)    | A     | Lena Petermann       |
| 24 | Francia (bandiera)     | D     | Océane Deslandes     |
| 25 | Francia (bandiera)     | C     | Faustine Robert      |
| 30 | Francia (bandiera)     | P     | Romane Salvador      |

## Calciomercato

### Sessione estiva
| Acquisti | Acquisti           | Acquisti            | Acquisti   |
| R.       | Nome               | da                  | Modalità   |
| -------- | ------------------ | ------------------- | ---------- |
| D        | Luna Gevitz        | Häcken              | definitivo |
| D        | Océane Deslandes   | Stade Reims         | definitivo |
| C        | Charlotte Bilbault | Bordeaux            | definitivo |
| C        | Celeste Boureille  | Milan               | definitivo |
| C        | Léa Khelifi        | Paris Saint-Germain | definitivo |
| A        | Tinaya Alexander   | Washington Spirit   | definitivo |

| Cessioni | Cessioni              | Cessioni        | Cessioni   |
| R.       | Nome                  | a               | Modalità   |
| -------- | --------------------- | --------------- | ---------- |
| D        | Morgane Nicoli        | Siviglia        | definitivo |
| C        | Iva Landeka           | Spalato         | definitivo |
| C        | Sarah Puntigam        | Colonia         | definitivo |
| A        | Marie-Charlotte Léger | Montpellier     | definitivo |
| A        | Mary Fowler           | Manchester City | definitivo |
| A        | Ashleigh Weerden      | Ajax            | definitivo |

### Sessione invernale
| Acquisti | Acquisti | Acquisti | Acquisti |
| R.       | Nome     | da       | Modalità |
| -------- | -------- | -------- | -------- |
|          |          |          |          |

| Cessioni | Cessioni          | Cessioni | Cessioni   |
| R.       | Nome              | a        | Modalità   |
| -------- | ----------------- | -------- | ---------- |
| P        | Gabrielle Lambert | Friburgo | definitivo |
| A        | Tinaya Alexander  | Reading  | definitivo |

## Risultati

### Division 1

#### Girone di andata
| Arbitro: | Gerbel |

|                              |           |  |
| Robert 20’ Mondésir 39’, 81’ | Marcatori |  |

| Arbitro: | Beyer |

|                |           |                              |
| Pasquereau 54’ | Marcatori | 17’, 83’ Gevitz 57’ Mondésir |

| Arbitro: | Collin |

|                   |           |                                         |
| Robert 74’ (rig.) | Marcatori | 33’ Horan 71’ Le Sommer 83’ Van de Donk |

| Montpellier 30 settembre 2022, ore 14:30 CEST 4ª giornata | Montpellier | 0 – 0 referto | Bordeaux | Stadio Bernard Gasset 7 - Mama Ouattara (395 spett.)\| Arbitro: \| Benmahammed \| |
| Arbitro:                                                  | Benmahammed |               |          |                                                                                   |

| Arbitro: | Rochebilière |

|                |           |                                                         |
| Teinturier 89’ | Marcatori | 28’ Boureille 69’ (rig.) Robert 83’ Mondésir 86’ Gevitz |

| Arbitro: | Beyer |

|                      |           |                                    |
| Deslandes 72’ (rig.) | Marcatori | 30’ Bourdieu 43’ Sarr 82’ Gréboval |

| Arbitro: | Rochebilière |

|                           |           |                            |
| Baltimore 31’ Groenen 49’ | Marcatori | 24’ Mondésir 87’ Boureille |

| Arbitro: | Vanderstichel |

|                          |           |                               |
| Khelifi 19’ Mondésir 24’ | Marcatori | 13’ (rig.) Bourgouin 84’ Roux |

| Arbitro: | Benmahammed |

|                         |           |                     |
| Robert 6’ Boureille 17’ | Marcatori | 75’ (rig.) Guellati |

| Arbitro: | Rochebilièr |

|                  |           |              |
| Robert 6’ (rig.) | Marcatori | 41’ Fontaine |

| Arbitro: | Benmahammed |

|  |           |           |
|  | Marcatori | 61’ Blanc |

#### Girone di ritorno
| Arbitro: | Laur |

|                         |           |  |
| Mpome 35’ Torrent 90+7’ | Marcatori |  |

| Arbitro: | Gonçalves |

|                           |           |  |
| Le Sommer 49’ Däbritz 80’ | Marcatori |  |

| Arbitro: | Collin |

|  |           |                               |
|  | Marcatori | 26’ Boureille 48’ Škorvánková |

| Arbitro: | Gonçalves |

|  |           |           |
|  | Marcatori | 2’ Traoré |

| Arbitro: | Beyer |

|                       |           |  |
| Matéo 1’ Bourdieu 33’ | Marcatori |  |

| Arbitro: | Collin |

|  |           |              |
|  | Marcatori | 40’ Bachmann |

| Arbitro: | Laur |

|          |           |                                                                     |
| Kome 46’ | Marcatori | 30’ Petermann 39’ Škorvánková 60’, 72’ Mondésir 81’ (rig.) Bilbault |

| Arbitro: | Benmahammed |

|                                 |           |                                                   |
| Sévenne 59’ (rig.) Mze Issa 69’ | Marcatori | 49’ Bilbault 65’ (aut.) Pierre-Louis 90+2’ Robert |

| Arbitro: | Collin |

|            |           |                         |
| Kamczyk 4’ | Marcatori | 29’ Lakrar 57’ Mondésir |

| Arbitro: | Gerbel |

|                        |           |              |
| Mpome 78’ Robert 90+7’ | Marcatori | 52’ Demeyere |

| Arbitro: | Efe |

|                           |           |            |
| Borgella 28’ Terchoun 65’ | Marcatori | 82’ Robert |

### Coppa di Francia
| Arbitro: | Vanderstichel |

| |           |                              |
| Lakrar 12’ Robert 18’, 27’, 77’ (rig.) Nérilia Mondésir 63’ (rig.) Deslandes 72’ Esther Mbakem Niaro 90’ | Marcatori | 65’ Lafond 82’ (rig.) Micard |

| Arbitro: | Rochebilière |

|                            |           |  |
| Marozsán 19’ Cascarino 67’ | Marcatori |  |

## Statistiche

### Statistiche di squadra
| Competizione     | Punti | In casa | In casa | In casa | In casa | In casa | In casa | In trasferta | In trasferta | In trasferta | In trasferta | In trasferta | In trasferta | Totale | Totale | Totale | Totale | Totale | Totale | DR  |
| Competizione     | Punti | G       | V       | N       | P       | Gf      | Gs      | G            | V            | N            | P            | Gf           | Gs           | G      | V      | N      | P      | Gf     | Gs     | DR  |
| ---------------- | ----- | ------- | ------- | ------- | ------- | ------- | ------- | ------------ | ------------ | ------------ | ------------ | ------------ | ------------ | ------ | ------ | ------ | ------ | ------ | ------ | --- |
| Division 1       | 37    | 11      | 4       | 3       | 4       | 14      | 13      | 11           | 7            | 1            | 3            | 23           | 14           | 22     | 11     | 4      | 7      | 37     | 27     | +10 |
| Coppa di Francia | -     | 1       | 1       | 0       | 0       | 7       | 2       | 1            | 0            | 0            | 1            | 0            | 2            | 2      | 1      | 0      | 1      | 7      | 4      | +3  |
| Totale           | -     | 12      | 5       | 3       | 4       | 21      | 15      | 12           | 7            | 1            | 4            | 23           | 16           | 24     | 12     | 4      | 8      | 44     | 31     | +13 |

### Andamento in campionato
| Giornata  | 1 | 2 | 3 | 4 | 5 | 6 | 7 | 8 | 9 | 10 | 11 | 12 | 13 | 14 | 15 | 16 | 17 | 18 | 19 | 20 | 21 | 22 |
| --------- | - | - | - | - | - | - | - | - | - | -- | -- | -- | -- | -- | -- | -- | -- | -- | -- | -- | -- | -- |
| Luogo     | C | T | C | C | T | C | T | C | C | C  | T  | C  | T  | T  | C  | T  | C  | T  | T  | T  | C  | T  |
| Risultato | V | V | P | N | V | P | N | N | V | N  | V  | V  | P  | V  | P  | P  | P  | V  | V  | V  | V  | P  |
| Posizione | 3 | 3 | 4 | 4 | 4 | 4 | 4 | 4 | 4 | 4  | 4  | 3  | 5  | 5  | 5  | 5  | 5  | 5  | 5  | 5  | 4  | 5  |

Legenda:

Luogo: C = Casa; T = Trasferta. Risultato: V = Vittoria; N = Pareggio; P = Sconfitta.

### Statistiche delle giocatrici
| Giocatore    | Division 1 | Division 1 | Division 1  | Division 1 | Coppa di Francia | Coppa di Francia | Coppa di Francia | Coppa di Francia | Totale   | Totale | Totale      | Totale     |
| Giocatore    | Presenze   | Reti       | Ammonizioni | Espulsioni | Presenze         | Reti             | Ammonizioni      | Espulsioni       | Presenze | Reti   | Ammonizioni | Espulsioni |
| ------------ | ---------- | ---------- | ----------- | ---------- | ---------------- | ---------------- | ---------------- | ---------------- | -------- | ------ | ----------- | ---------- |
| T. Alexander | 5          | 0          | 0           | 0          | 1                | 0                | 0                | 0                | 6        | 0      | 0           | 0          |
| C. Boureille | 21         | 4          | 4           | 0          | 1                | 0                | 0                | 0                | 22       | 4      | 4           | 0          |